# レムコ・パドゥール
レムコ・パドゥール（Remco Pardoel、1969年5月23日-）は、オランダの柔道家、柔術家、総合格闘家である。柔道、柔術ファイティングシステム、UFC、修斗、パンクラス、ブラジリアン柔術等で活躍した。レムコ・パードウェルと表記されたこともある。

## キャリア
パドゥールは柔道、柔術、テコンドーの道場「ステッチング・スポートスクール・オス・パドゥール」(SSO Pardoel)を経営する父の影響で4歳の頃から格闘技を始め、最初は柔道を習った。7歳でテコンドー、11歳または14歳で柔術を始めた。オランダでは柔道と柔術の国内競技連盟はともにオランダ柔道連盟(Judo Bond Nederland, JBN)であった。1988年に柔道でジュニア国内チャンピオンまたは2位となり、その後、ヨーロッパで多くの柔術ファイティングシステムのタイトルを獲得した。1993年に初めての柔術世界選手権がデンマークで開かれると、ファイティングシステムで世界チャンピオンとなった。ここで、ブラジリアン柔術のファビオ・グージェウとロメロ・カヴァルカンティに出会い、2人から技術を学んだ。パドゥールが1993年以降、故郷のオスで開催している多数のクラスやセミナーの際にも、カヴァルカンティをオランダに招聘している。しかし、1994年春のインタビューで、ブラジリアン柔術のルールはよく知らないけど夏にサン・パウロにあるベーリングのブラジリアン柔術の道場に6週間滞在する、と語っている。1994年ごろはジェラルド・ゴルドーの経営する「ドージョー・カマクラ」に通いUSA大山空手も学んだ。その後、ブラジリアン柔術のグレイシー・バッハ・ネットワークの一員となる。青帯の時期に世界ブラジリアン柔術選手権黒帯の部に出場しベスト8に入る。柔術ファイティングシステムの国際競技連盟である国際柔術連盟、国内競技連盟であるJBNは2013年までに、パドゥールと同様、ブラジリアン柔術を始める。正式名称は寝技柔術（Ne-Waza＜のちの Jiu-Jitsu＞）とした。2019年10月、JBNのインターネット・サイトでブラジリアン柔術家として柔術のセミナーを開いたことが紹介される。事前には同サイトで募集も行われ、柔術家だけでなく柔道家にも役立つよ、と宣伝された。

### 柔道
1988年9月24日、オランダ・ジュニア選手権U18/21ニーウウェヘイン大会95 kg以下級2位

1988年、オランダ・ジュニア選手権無差別級1位

1989年、オランダ・ジュニア選手権無差別級1位

1991年1月20日、オランダ・オープン選手権ヘルモンド大会95 kg超級3位

1992年11月1日、 オランダ選手権ヘルトゲンボッシュ大会95 kg超級3位

1993年1月10日、ロッテルダムオープン86 kg超級2位

1993年11月7日、 オランダ選手権ヘルトゲンボッシュ大会95 kg超級3位

1994年1月15日、ロッテルダムオープン86 kg超級1位 

(出典JudoInside.comなど)。

### 柔術ファイティングシステム
オープン・デンマーク大会1位

オープン・ドイツ大会1位

オープン・ベルギー大会1位

1993年、第1回柔術世界選手権デンマーク大会1位

1994年5月14日、デンマーク・オープン・トーナメント85 kg超級1位

1998年11月21日、柔術世界選手権ベルリン大会94 kg超級3位

2001年、柔術ヨーロッパ選手権ジェノバ大会94 kg超級3位

2002年、柔術世界選手権プンタ・デル・エステ大会94 kg超級3位

### UFC
1994年3月11日、パドゥールはアメリカ合衆国で行われたUFC 2に招待された。柔術家として宣伝されて、トーナメントの1回戦でプンチャック・シラット選手のアルベルト・セラ・レオンと対戦した。UFC 1で準優勝した同国人のジェラルド・ゴルドーに強く勧められ参戦した。一方でパドゥールはゴルドーのマネージメントではなく直接、大会プロモーターからオファーがあったとしている。パドゥールは、ゴルドーは真実ではあるがアメリカのテレビでパドゥールやフレドリック・ハマカーを俺の生徒だと語ったり自分の手柄にしたがる人なんだよ、という旨、インタビュアーに苦笑まじりに語った。

試合は、長く激しいものとなった。パドゥールは早い段階でレオンを地面に倒したが、Vクロスアームロック、袈裟緘、V1アームロックといったアームロックをかけようとするとレオンは抵抗し、指で頬を引っ張る反則をしようとさえした。最終的に、パドゥールがレオンの右側からの崩袈裟固での右腕をレオンの後頭部の下に置きながら左手でレオンの左襟を持った片手絞（格闘技通信はチキンウィング・アームロックとしている）で勝利した。
勝ち進んだ2回戦では、ムエタイ選手のオーランド・ウィットと記憶に残る試合を行った。体重に優るパドゥールはウィットを豪快な払巻込で倒し、肩袈裟固でマットに抑えて、こめかみへの7度または4度の肘打ちでKOした。実際には2発目または3発目の後にはウィットの意識は飛んでいた。一方でパドゥールは「大会のルールがルールなんで気絶したふりをしてるとも考えられ油断はできなかった。だからもう一度いくぞ！と見せかけて反応を見た。ピクリとも動かなかったので攻撃を止めた。」と語った。パドゥールは準決勝に進み、UFC 1の優勝者でブラジリアン柔術家のホイス・グレイシーと対戦した。試合開始数秒で、ホイスは立ったままパドゥールの背中を取り、うつ伏せに倒した後、左手でパドゥールの右襟を持ち右腕でパドゥールの後頭部を押した送襟絞でタップを奪った。
1995年9月8日、UFC 7でUFCに戻り、1回戦で空手家のライアン・パーカーと対戦した。すぐに首投げでマットに倒して袈裟固を取り袈裟緘で攻めるが極め切らず、マウントからレオンを仕留めた右腕を後頭部の下に置きながら左手で左襟を持った片手絞で攻めるがこれも極め切らず。マウントからの左手で右袖を持つ袖車絞に移行し勝利した。2回戦では、ルタ・リーブリ界のレジェンドであるマルコ・ファスと対戦した。パドゥールは早い段階でフェンス際のスタンダードギロチンで長時間攻め浴びせ倒すが、ファスはガードポジションで逃れ、グランドでヒールホールドを試みたが失敗した。数分間のせめぎあいの後、ファスがマウントを取り、パドゥールはタップを選択した。パドゥールは後に、ファスは何等かのボディーオイルか潤滑油を使っていたと抗議したが、これが最後のUFC参戦となった。

## 戦績
| 総合格闘技 戦績 | 総合格闘技 戦績 | 総合格闘技 戦績 | 総合格闘技 戦績 | 総合格闘技 戦績 | 総合格闘技 戦績 | 総合格闘技 戦績 |
| --------------- | --------------- | --------------- | --------------- | --------------- | --------------- | --------------- |
| 18 試合         | (T)KO           | 一本            | 判定            | その他          | 引き分け        | 無効試合        |
| 9 勝            | 2               | 6               | 1               | 0               | 1               | 2               |
| 6 敗            | 1               | 4               | 1               | 0               | 1               | 2               |

| 勝敗 | 対戦相手                 | 試合結果                         | 大会名                                           | 開催年月日     |
| ×    | テンギズ・テドラゼ       | 1R 2:44 ギブアップ（パンチ連打） | Extreme Force 1: Genesis                         | 2003年7月13日  |
| -    | Roger Godinez            | 無効試合                         | GC 11: Gladiator Challenge 11                    | 2002年4月20日  |
| ×    | マーク・スミス           | 2R終了 判定                      | CW 1: Cage Wars 1                                | 2002年2月23日  |
| ○    | グレン・ブラウン         | 2R 袈裟固                        | UKMMAC 1: Sudden Impact                          | 2001年11月11日 |
| △    | Herman van Tol           | 5分2R終了 引分け                 | Rings Holland: No Guts, No Glory                 | 2001年6月10日  |
| ○    | マーク・エマニュエル     | 5分2R終了 判定3-0                | Rings Holland: Heroes Live Forever               | 2001年1月28日  |
| ×    | Roman Savochka           | 1R ギブアップ（打撃）            | IAFC: Pankration World Championship 2000 [Day 2] | 2000年4月29日  |
| ○    | ジョン・ディクソン       | 1R 8:15 ヘッドロック             | AAC 2: Amsterdam Absolute Championship 2         | 1999年11月27日 |
| ○    | Michailis Deligiannakis  | 1R 2:20 V1アームロック           | WVC 8: World Vale Tudo Championship 8            | 1999年7月1日   |
| ○    | ジョン・ディクソン       | 1R 4:16 チョーク                 | AAC 1: Amsterdam Absolute Championship 1         | 1998年10月25日 |
| ×    | マルコ・ファス           | 1R 12:27 ギブアップ              | UFC 7                                            | 1995年9月8日   |
| ○    | ライアン・パーカー       | 1R 3:05 袖車絞                   | UFC 7                                            | 1995年9月8日   |
| -    | カール・フランクス       | 無効試合                         | Shooto: Complete Vale Tudo Access                | 1995年7月29日  |
| ×    | 鈴木みのる               | 1R 7:16 KO（パンチ）             | Pancrase: Road To The Championship 3             | 1994年7月26日  |
| ○    | ヴァーノン・ホワイト     | 1R14:24 TKO（ポイント）          | Pancrase: Road To The Championship 2             | 1994年7月6日   |
| ×    | ホイス・グレイシー       | 1R 1:31 片羽絞め                 | UFC 2                                            | 1994年3月11日  |
| ○    | オーランド・ウィット     | 1R 1:29 KO（肘打ち）             | UFC 2                                            | 1994年3月11日  |
| ○    | アルベルト・セラ・レオン | 1R 9:51 片手絞                   | UFC 2                                            | 1994年3月11日  |